# Nemanja Ilić (calciatore)
Nemanja Ilić (in serbo Немања Илић?; Novi Sad, 27 agosto 1992) è un calciatore serbo, difensore dell'Obilić Zmajevo.

## Carriera

### Club
Il 1º luglio 2019 viene acquistato a titolo definitivo dalla squadra macedone del Rabotnički.

## Palmarès

### Competizioni nazionali
- Prva Liga Srbija: 1

Mladost GAT: 2021-2022